# Зелень (геральдика)
Зе́лень (лат. viridis, давньофр. vert) — тинктура у геральдиці. Належить до класу геральдичних емалей. У кольоровій графіці позначається зеленим кольором. Виражає ідею цього кольору, а не його конкретний відтінок. У монохромній графіці передається двома способами: косими лініями-штрихами з правого боку у штрихуванні, або скороченнями v. чи Vt. Символізує надію, радість, свободу, достаток, волю. Небесне тіло, ототожнюване з тинктурою, — Венера, камінь — смарагд.

## Назва
- Зелений
- Смарагдовий

Смарагд виходив змішуванням окису хрома і травної зелені.

## Символіка кольору
Зелений колір у геральдиці традиційно символізує надію, радість, достаток, свободу, здоров'я. У полі і облямівці ототожнюється з луговою травою.
У середньовічній астрономії зеленому кольору відповідала планета Венера.

### Галерея

Рамат-Ган
Санкт-Галлен
Онтаріо
Штирійська пантера